# Нітобе Інадзо
Нітобе Інадзо (яп. 新渡戸 稲造; 1 вересня 1862, Моріока — 15 жовтня 1933, Вікторія) — японський просвітник, автор знаменитого трактату «Бусідо. Душа Японії» в якому викладаються основні принципи традиційної японської моралі та етики. Виступав за розвиток духовних зв'язків Японії з закордонними країнами.

## Біографія
Нітобе народився в 1862 році, був третім сином відомої сім'ї самураїв у місті Моріока на півночі Японії. Його батько помер, коли йому було шість років. Після дев'яти років його прийняв дядько, Токітоші Ота, який жив у Токіо. Саме йому Нітобе присвятив свою книгу «Бусідо. Душа Японії». Згідно з духом відкритості щодо Заходу, його дядько переконав його розпочати вивчення англійської мови у віці 10 років. У п'ятнадцять років, він вступив в Саппоро до сільськогосподарської школи, де навчався разом з Канзо Юшімура, майбутнім знаменитим японським християнським інтелектуалом, а також із Вільямом Смітом Кларком (1826—1886).
Нітобе продовжив навчання в Імператорському університеті у Токіо, та в університеті Джона Гопкінса в Німеччині. Він вступив у Релігійне Товариство Друзів (квакерів) у Філадельфії в 1886 році. 1890 року він здобув докторський ступінь в університеті Галле (Саксонія-Ангальт). У наступному році він одружився з Марією П. Елкінгтон з Філадельфії, яка стала його помічником у публікації книги і його есе англійською мовою. Він повернувся до Японії в 1891 році і викладав в Імператорському університеті в Хоккайдо, а потім в Імператорському університеті в Кіото, і, нарешті, в Імператорському університеті Токіо.
У 1920-х роках, коли він був призначений заступником генерального секретаря Ліги Націй, відносини між Японією і США вже були досить розвинуті. У 1931 р. Японія розпочала здійснювати програму військової експансії в Маньчжурії. Бусідо був пов'язаний з мілітаризмом і націоналізмом. Помер 15 жовтня 1933 у Вікторії, Британська Колумбія, Канада.

## Роботи

### Бусідо. Душа Японії
Його книга «Бусідо. Душа Японії» ілюструє почуття синтезу самурайської культури та християнських вірувань. Нітобе, бачачи поступове зникнення давніх традицій під час реставрації Мейдзі, вирішив написати Бусідо, щоб письмово закріпити заповіді самураїв.
Книга була високо оцінена Теодором Рузвельтом, особливо після того, як він став свідком мужності, з якою в Японії, нова влада перемогла сильнішого ворога на суходолі під час російсько-японської війни 1904—1905 рр. Рузвельт пішов купувати велику кількість примірників, які він роздавав своїм друзям у Конгресі. Книга являє собою синтез двох світів Нітобе, де культура самураїв і конфуціанська освіта поєднані з військовим впливом Кларка і його християнським вихованням. Автор не бачить суперечності між християнством і Бусідо.